# Експериментальна кільцева залізниця ВНДІЗТ

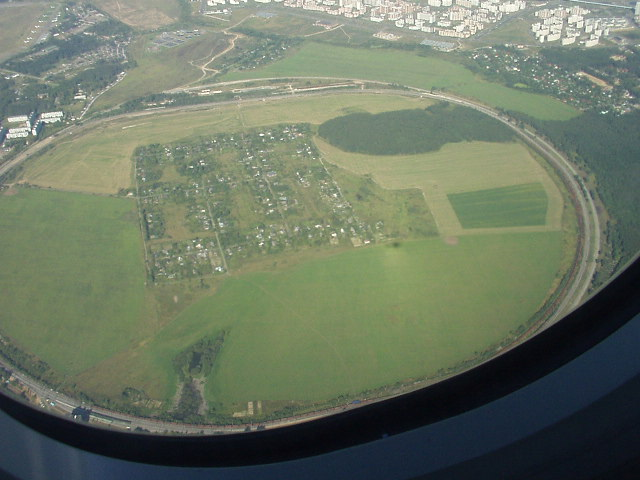
Експериментальне кільце ВАТ «ВНДІЗТ»

Експериментальна кільцева залізниця ВНДІЗТ (раніше експериментальне кільце ЦНДІ МШС) — філія ВНДІЗТ в районі Південне Бутово, складається з дослідницьких лабораторій, трьох електрифікованих кільцевих колій і пункту управління Експериментальним кільцем. Експериментальне кільце призначене для проведення комплексних випробувань локомотивів, моторвагонного рухомого складу, вагонів, елементів будови колії, приладів, вузлів і устаткування. Усередині кільця знаходиться село Новокур'яново.
Експериментальне кільце було введено в експлуатацію в 1932 році.

## Технічна складова

### Колії
Три кільцеві колії протяжністю 6 (зовнішня перша колія) і по 5,7 (друга і треті колії) кілометрів. Перша колія розташована на рівному майданчику, без ухилів, з постійною кривизною 956 метрів, обладнана централізованим автоблокуванням, пристроями діагностики рухомого складу. Друга і третя колії мають криві змінного радіуса з прямими вставками, ухили до 12 ‰ і проходять через спеціальну мостову естакаду. Всі три шляхи електрифіковані, причому в контактну мережу може подаватися як змінний струм 25 кВ, так і постійний 3 кВ.

### Лабораторії
На території кільця розташовані більше 30 дослідницьких лабораторій, оснащених різним діагностичним і випробувальним обладнанням:
- Локомотивний корпус
  - Лабораторії надійності силового обладнання, фізико-технічна, дизельна, електрорухомого складу, тягових двигунів, телеуправління поїздами, захисту від корозії;
  - Стенди натурних випробувань;
  - Ділянка контактної мережі з плавним регулюванням напруги від 0 до 30 кВ.
- Вагонний корпус
  - Стенд розтягування і стиснення (дозволяє в стаціонарних умовах визначати динамічні властивості вагонів або спеціалізованого рухомого складу).
  - Стенд-гірка з упором, що імітує склад масою 5200 т, для міцності випробувань на зіткнення.
- Корпус енергетики
  - Лабораторії теплопередачі і аеродинаміки, паросилова, стаціонарної енергетики, газотурбінна, теплоенергетики, рефрижераторна.
- Комплекс обладнання для випробування вагонів і локомотивів;
- Ділянка технічного ремонту рухомого складу;
- Комплекс для випробування рейок, що включає рейковипробну станцію;
  - Установка для обмиву рейок, стенди для визначення забрудненості рейок, ультразвукового контролю рейок, диференційованого відпуску рейок, випробування на вигин і розрив, втомних випробувань, випробування колісних пар, копрова установка, призначена для визначення характеристик рейок при короткочасних ударних навантаженнях.

## Виставки та заходи
На території експериментального кільця ВНДІЗТ періодично проводяться різноманітні виставки залізничної техніки, а також демонстраційні поїздки потягів по кільцю. З 2007-го раз у два роки проводиться міжнародний залізничний салон «Експо 1520», в ході якого на території депо і лабораторних корпусів виставляються нові зразки рухомого складу з можливістю заходу відвідувачів всередину частини з експонатів, а на шляхах самого кільця здійснюються демонстраційні паради потягів. Також демонстраційні поїздки періодично проводяться на честь різних залізничних свят (наприклад, в День залізничника і пам'ятні дати історичних залізничних подій). В ході демонстраційних поїздок відвідувачам даних заходів може надаватися можливість проїхатися по кільцю в одному з потягів. У більшості випадків потяг проїжджає 2 кола, в зв'язку з великою кількістю відвідувачів виконується повторний заїзд.

### 2007 рік
- Гонки паротяга Л (на відео) з електропотягом Ср3

### 2011 та 2012 роки
- Парад нових потягів
- Парад потягів
- Парад та маневри паротягів

### 2013 рік
- Парад потягів, частина 1
- Парад потягів, частина 2
- Виставка потягів

### 2015 рік
- Парад потягів, частина 1
- Парад потягів, частина 2
- Виставка потягів

### 2017 рік
- Парад потягів
- Виставка потягів

### 2019 рік
- Парад потягів
- Павільйони, виставка і парад потягів, поїздка по кільцю

### 2021 рік
- Парад потягів
- Виставка потягів

## Цікаві факти
- В південній частині кільця (на зовнішній стороні) знаходиться макет залізничної станції, побудований спеціально для зйомок фільмів і рекламних роликів. У 2009 році на «станції» знімався фільм Generation П[3]. Макет був споруджений на даху будівлі електричної централізації, у вигляді дерев'яної надбудови і платформи, довжиною близько 10 метрів. На станції присутні вивіски: «багажне відділення» і «буфет (ТОВ ЛИСТ)». Крім того, періодично змінюється вивіска з назвою станції. У різний час станція носила назви: «Сюзьва», «Любінська», «Расторгуєво»[3]. Серед працівників експериментального кільця цей об'єкт називають «Котячий будинок»